# Богатое (Самарская область)
Бога́тое — село в Самарской области России. Административный центр Богатовского района и сельского поселения Богатое.

## География
Расположено на берегу реки Самары, у одноимённой железнодорожной станции на участке Кинель — Оренбург Ташкентского железнодорожного хода.
Село состоит из 50 улиц, 9 переулков и одного проезда.

## История
Село Богатое (ранее слобода Бедный Умёт — с. Павловка) было основано в середине XVIII века на Большой Московской дороге, протянувшейся вдоль Самарской укреплённой линии, и соединявшей Оренбург через Самару с центром страны, на середине пути между Красносамарской и Борской крепостями располагался трактир под названием «Богатый Умёт». Название произошло от сочетания «умет» (то есть укрытие от непогоды) и «богатое» место (вдоль реки тянулся большой сосновый лес, в котором водилось много зверя, дичи).
В 1751 году на месте постоялого двора была основана слобода Богатый Умёт. Считается, что первыми поселенцами слободы были беглые крестьяне-переселенцы из Нижегородского, Арзамаского и других уездов. В Богатом Умете находилась почтовая станция.
В период с 1767 г. по 1772 г. казенные земли между Красносамарской и Борской крепостями «в урочищах Богатого Умета» купил дворянин Павел Степанович Обухов вместе с родственниками, основав там селение Павловку, сохранившее и прежнее название места — Богатый Умёт или просто Богатое.
В начале XIX в. Павловка принадлежала родственнику первого владельца статскому советнику Н. В. Обухову и оставалась сравнительно небольшой деревней с 46 дворами. В течение XIX века поселение бурно росло и развивалось, так что к 1897 году в нём жило более 2 тысяч жителей.
В 1870-х годах Обуховы продали свои имения в Богатом санкт-петербургскому купцу Николаю Леонтьевичу Левенсону (Левинсону), построившему в Богатом сахарный завод.
В 1870-е — 1880-е годы в ходе строительства железной дороги Самара—Оренбург была построена железнодорожная станция, которая находилась в непосредственной близости от Павловки и Богатого Умета и была названа станция «Богатое». Основным населением здесь в этот период были татары, русские и молокане.
В 1890-х годах неподалёку от села действовали паровой сахарный завод Богатовского товарищества, конский завод и мельницы Аржанова и Шихобалова. В состав селения и прихода Богатовской церкви входили также посёлки, возникшие при этих предприятиях — Степановка, Уметовский (при мельнице Шихобалова и сахарном заводе), а также деревня Кураповка.
В 1960 г. указом Президиума Верховного Совета РСФСР село Павловка переименовано в Богатое.

## Население
| 1959 | 1970  | 1979  | 1989  | 2002  | 2010  | 2021  |
| ---- | ----- | ----- | ----- | ----- | ----- | ----- |
| 2452 | ↗5852 | ↗6176 | ↗6333 | ↗6441 | ↘5922 | ↘5594 |

К началу XIX в. Павловка насчитывала всего 46 дворов с 203 жителями. К середине 1830-х годов численность его жителей достигла 565 человек, в 1859 году в селе проживало 830 человек обоего пола, а в 1897 году здесь числилось уже 2277 жителей.
Во время переписи 2010 года в селе постоянно проживало 5922 жителя, в том числе 2715 мужчин (45,8 %) и 3207 женщин (54,2 %).

## Люди, связанные с селом
Село Богатое — Родина Героя Советского Союза Валентина Васильевича Павлова.

## Здравоохранение
В селе располагается ГБУЗ Самарской области «Богатовская центральная районная больница», главврач ПОЛУШКИНА Ю.И.

## Памятники истории и культуры
- Мельница купца Шихобалова (XIX - нач. XX века) - ул. Советская,1
- Сахарный завод Богатовского товарищества (XIX - нач. XX века) - ул. Заводская, 33
- Здание почты (конец XIX - нач. XX века) - ул. Комсомольская, д. 54
- Пивное заведение, комплекс зданий (XIX - нач. XX века) - ул. Комсомольская 52, 54[14]
- Памятник Владимиру Ленину - ул. Комсомольская, 50
- Монумент Славы - ул. Советская, 23